# Frank Roberts
Frank Roberts (Sandbach, 3 aprile 1893 – 23 maggio 1961) è stato un calciatore inglese, di ruolo attaccante.

## Carriera
Giocò per tutta la carriera nel Manchester City. Fu capocannoniere della First Division inglese nel 1925.

## Palmarès

### Club

#### Competizioni nazionali
- Second Division: 1

Manchester City: 1927-1928